# Natuurreservaat Bereneiland
Het Natuurreservaat Bereneiland (in het Noors: Bjørnøya naturreservat) is een natuurreservaat in de archipel van Spitsbergen. Het werd als zodanig op 16 augustus 2002 door de Noorse regering ingesteld. Het reservaat omvat 177 km² van Bereneiland (Bjørnøya) en de zee eromheen (2805 km²). Een gebied met een oppervlakte van 1,2 km² rond het meteorologisch station in het noorden van het eiland is uitgezonderd van het reservaat.
In 2011 werd het gebied een Ramsargebied.